# Konstancin-Jeziorna
Konstancin-Jeziorna é um município da Polônia, na voivodia da Mazóvia e no condado de Piaseczno. Estende-se por uma área de 17,74 km², com 17 191 habitantes, segundo os censos de 2016, com uma densidade de 972,9 hab/km².